# Macuilquila, Veracruz
Macuilquila är en ort i Mexiko.   Den ligger i kommunen Atlahuilco och delstaten Veracruz, i den sydöstra delen av landet, 230 km öster om huvudstaden Mexico City. Macuilquila ligger 2 127 meter över havet och antalet invånare är 335.
Terrängen runt Macuilquila är kuperad västerut, men österut är den bergig. Runt Macuilquila är det ganska tätbefolkat, med 93 invånare per kvadratkilometer. Närmaste större samhälle är Orizaba, 19,3 km norr om Macuilquila. I omgivningarna runt Macuilquila växer i huvudsak blandskog.